# یولیا سالی
یولیا سالی (انگلیسی: Iulia Bulie؛ زادهٔ ۳ july ۱۹۶۷ (۵۷ سال)) ورزشکار روئینگ اهل رومانی است.
وی در مسابقات کشوری و بین‌المللی در مجموع برندهٔ ۳ مدال طلا، ۳ مدال نقره، ۲ مدال برنز شده‌است.